# Siurgus Donigala
Siurgus Donigala är en ort och kommun i provinsen Sydsardinien i regionen Sardinien i sydvästra Italien. Kommunen hade 1 968 invånare (2017).